# Dactylodenia jacksonii
Dactylodenia jacksonii är en orkidéart som först beskrevs av R. Quirk, och fick sitt nu gällande namn av Ined.. Dactylodenia jacksonii ingår i släktet Dactylodenia, och familjen orkidéer. Inga underarter finns listade i Catalogue of Life.